# اکناپور
اکناپور (به انگلیسی: Aknapur) یک روستا در هند است که در کارناتاکا واقع شده‌است.